# François Beaumavielle
François Beaumavielle   (valor desconegut, segle XVII - París, 1688) fou un cantant francès d'òpera (baix-baríton).
Fou un dels intèrprets de Pomone el 1671, la primera òpera francesa que es cantà a París, a l'inaugurar-se el teatre de l'Òpera, i quan Lully s'encarregà de la direcció d'aquest teatre continuà pertanyent a la companyia.
Posseïa una bella veu de baix, i era un artista notable, segons deien els seus contemporanis. Va estrenar totes les òperes de Lully.